# Jennifer Reeder
Jennifer Reeder (Ohio, 1971) es una cineasta y guionista estadounidense.

## Carrera
Su cortometraje A Million Miles Away (2014) fue nominado al Tiger Award en el Festival Internacional de Cine de Rotterdam y se proyectó en el Festival de Cine de Sundance de 2015 en la categoría de cortometrajes narrativos estadounidenses. Recibió una beca Creative Capital en 2015 para apoyar la producción de su primer largometraje experimental, Knives and Skin. Ganó una beca SFFILM Rainin 2018-19 para la escritura de guiones, y fue la ganadora en 2019 de la residencia Alpert Film Award en la MacDowell Colony. En 2021, fue galardonada con una beca United States Artists. En 2023 estrenó el filme Perpetrator, el cual fue adquirido por la plataforma de video bajo demanda Shudder.
Reeder llamó la atención al principio de su carrera por su trabajo de performance y vídeo como «White Trash Girl», una identidad ficticia a través de la cual la artista exploró la cultura blanca de bajos ingresos en Estados Unidos. Entrevistada por la escritora y profesora de la Northwestern University Laura Kipnis para la antología White Trash: Race and Class in America, Reeder afirmó que la basura blanca «describe una cierta estética, pero también es una situación socioeconómica y una forma de percibir el mundo que te rodea y tu propio lugar en el mundo». Sus películas más recientes exploran la vida de las adolescentes y el uso de la música, la jerga y la moda para expresar sus identidades. También ha incursionado en el cine de terror desde esta perspectiva adolescente con filmes como Night's End, V/H/S/94 y la mencionada Perpetrator.
Reeder imparte clases en la Escuela de Arte e Historia del Arte de la Universidad de Illinois, Chicago, y ocupa el cargo de Profesora Asociada de Imagen en Movimiento. Es fundadora del grupo de justicia social Tracers Book Club, centrado en cuestiones feministas.

## Filmografía
- White Trash Girl, 1995
- The Heart and Other Small Shapes, 2006
- Claim, (cortometraje) 2007
- Accidents at Home and How They Happen, 2008
- Seven Songs About Thunder, 2010
- Tears Cannot Restore Her; Therefore I Weep, 2010
- And I Will Rise If Only to Hold You Down, 2011
- Girls Love Horses, 2013
- A Million Miles Away, 2014
- Crystal Lake, 2015
- Blood Below the Skin, 2015
- Signature Move, 2017
- All Small Bodies, 2017
- Shuvit, 2017
- Knives and Skin, 2019
- V/H/S/94, (segmento Holy Hell), 2021
- Night's End, 2022
- Perpetrator, 2023